# Prangos deserti
Prangos deserti är en flockblommig växtart som beskrevs av George Edward Post och Gustave Beauverd. Prangos deserti ingår i släktet Prangos och familjen flockblommiga växter. Inga underarter finns listade i Catalogue of Life.